# هانا ماریا پراودا
هانا ماریا پراودا (انگلیسی: Hana Maria Pravda؛ ۲۹ ژانویهٔ ۱۹۱۶ – ۲۲ مهٔ ۲۰۰۸) یک هنرپیشه اهل جمهوری چک بود.
از فیلم‌ها یا برنامه‌های تلویزیونی که وی در آن نقش داشته است می‌توان به سبکی تحمل‌ناپذیر هستی، در امتداد درخشش اشاره کرد.